# Портитовци
Портѝтовци е село в Северозападна България. То се намира в община Бойчиновци, област Монтана.

## География
Селото се намира на 18 км от гр. Монтана по поречието на река Огоста. Разположено е в хълмиста низина между Предбалкана и Дунавската равнина в близост до вливането на река Ботуня в река Огоста. Надморската височина варира между 95 м при нивото на река Огоста и около 200 метра в най-високите си части.

## История
Поради богатата на златни наноси р. Огоста и възможността за земеделие, бреговете ѝ били удобни за заселване от най-дълбока древност. Най-старото население са траките, които обитавали тези местности през I хил. пр. Хр. В началото на III в. пр. Хр. Рим започва експанзия към тракийските земи. В резултат на победите на Рим над траките през 45 г. се създава официална провинция Тракия – Мизия, в състава на която влиза и територията на днешната община Бойчиновци. Следи от римското владичество се откриват и до днес – северно от село Портитовци има останки от римска крепост и римски път.
Римското владичество продължило до нахлуването на хуните (441 г.), които опустошили всички цветущи селища в Мизия. Последвали нашествията на остготите и аварите.
Към втората половина на V в. се заселили славяните, а включването на този край към славяно-българската държава вероятно е станало още по времето на хан Аспарух (681 – 685 г.).
С нахлуването на османските орди в този край започнал нов период от развитието на района. Много от селищата били разрушени, а на други били дадени нови имена. Оттогава датират и първите писмени източници, споменаващи имена на днешните селища.
Поради особеното си местоположение (съседство с други народи и кръстосване на пътища) в миналото тези места са били арена на постоянно преплитане на различни народностни групи. Това е оставило отражение в наименуването на селищата и местностите, за които съществуват и до днес красиви народни легенди.
Освобождението на този край станало през късната есен на 1877 г. Откъм Враца настъпили частите на II Кавалерийска дивизия под командването на генерал-майор Н. Ст. Леонов, а откъм Оряхово – частите на Руско-румънски отряд, командуван от генерал-майор Арнолди.
През 1922 година село Портитовци се откъсва от състава на община Люта и се присъединява към община Бойчиновци
След Деветоюнския преврат (1923 г.), извършен от Военния съюз и Народния сговор, в цялата страна избухват широки недоволства срещу тираничния режим. Един от центровете на организирана съпротива е гр. Бойчиновци и съседните села, където на 23 септември се вдига въоръжено въстание. За кратко време, въпреки героичната съпротива, въстанието е удавено в кръв и повечето от организаторите преминават границата с Югославия.
Днес населението на село Портитовци е около 500 души. Изповядва се православно християнство, но религията е слабо застъпена.

## Културни и природни забележителности
Портитовци е заобиколено от красива природа и богат животински свят. Има много природни и исторически забележителности – останки от римски галерии и крепости. Читалищната дейност е добре развита, подпомагана от местния бизнес. Заражда се и танцов състав. На голяма подкрепа се радва местният футболен отбор, който за кратко време си извоюва челно място.

## Редовни събития
Последната неделя на месец септември – събор. Kаним ви на събор !